# 杨若晖
杨若晖（Wester Yang），中国大陆出身，留学于加拿大。青年异议人士，海外中国留学生反中共团体“公民会”创办人、外务干事，被视为白纸世代的代表人物之一。

## 经历
杨自述在2015年出国留学，并接触到了中国互联网上被屏蔽的信息，包括六四事件相关史料，促使了其政治立场由“粉红”转变为了“反贼”， 同时创立了膜蛤文化（恶搞江泽民的网络迷因）社团 “新蛤社”。
2020年2月，杨若晖首度组织了游行示威活动，以纪念新冠肺炎吹哨者李文亮医生的逝世，并抗议中共的言论管控，同时初步组建了团体“公民会”。 此后，他们积极声援并参与香港人、维吾尔族及藏族等团体的抗议活动。2022年5月，公民会在加拿大正式注册成立，杨若晖担任首任会长，并组织了纪念六四集会。10月至12月，公民会在加拿大各城市举办集会，声援四通桥事件与白纸运动。
2023年2月，杨若晖参与并组织了公民会在多伦多和蒙特利尔举办的李文亮逝世三周年悼念活动。 6月，举办六四事件三十四週年纪念活动。 11月，举办白纸运动一周年纪念活动。 2024年6月4日，杨若晖与八九学运领袖周锋锁等人在美國國會及行政當局中國委員會举行的听证会上作证，以纪念六四事件三十五週年。